# Maikel Anache
Maikel Anache Lamoth (3 de septiembre de 1988) es un luchador cubano de lucha grecorromana. Consiguió dos medallas de oro en Campeonatos Panamericanos, de 2011 y 2015. Dos veces representó a su país en la Copa del Mundo, consiguiendo un sexto puesto en 2009. Tercero en el Campeonato del Mundo junior en 2007 y 2008.